# Жашковичі
Жа́шковичі — село в Україні, у Павлівській сільській громаді Володимирського району Волинської області. Населення становить 580 осіб.

## Історія
Вперше згадане у документах в 1451 році. Тодішній волинський князь Свидригайло Ольгердович віддав Жашковичі у власність племінниці луцького старости Немирі Резановича Фетимії Костюшківні (Литовська метрика, Книга 22, № 9.21). 
1558 року Олексій Якимович Вовчко Жасківський судився за землі Жаскова та Колони, а також Миколаївську церкву з Миколаєм Андрійовичем Збаразьким.
21 липня 1563 року він подарував третину Жаскович та Колони своїй дружині Ганні Василівні Патрикієвич.
Дерев'яна Миколаївська церква на північній околиці села датується 1875 роком, є пам'яткою архітектури та містобудування місцевого значення.
До 15 серпня 2016 року — адміністративний центр Жашковичівської сільської ради Іваничівського району Волинської області.
12 червня 2020 року, відповідно до розпорядження Кабінету Міністрів України № 708-р «Про визначення адміністративних центрів та затвердження територій територіальних громад Волинської області», увійшло до складу Павлівської сільської територіальної громади.
19 липня 2020 року, в результаті адміністративно-територіальної реформи та ліквідації  Іваничівського району, село увійшло до новоутвореного Володимир-Волинського району (від 18 липня 2022 Володимирського).

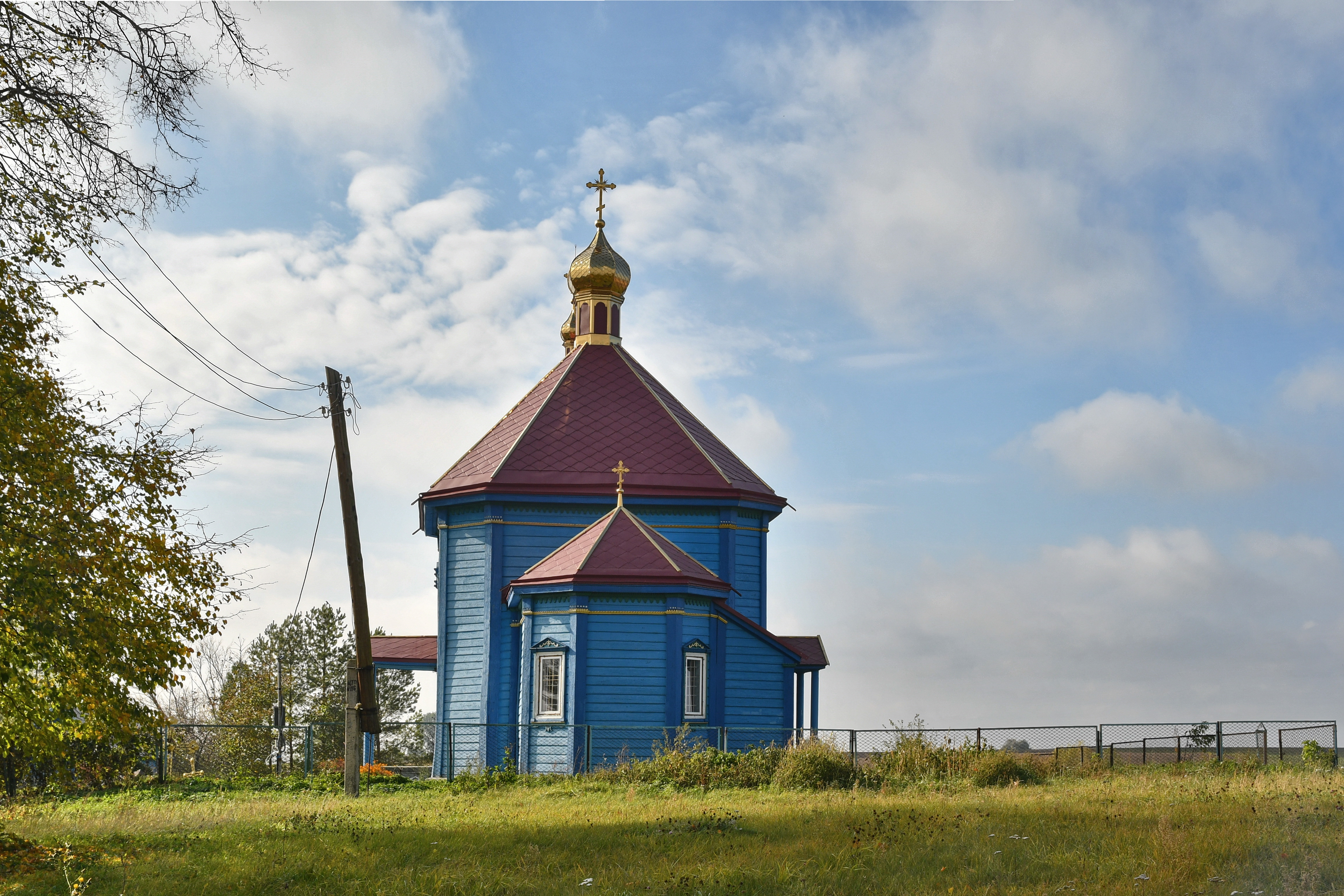
Вигляд на церкву зі сходу
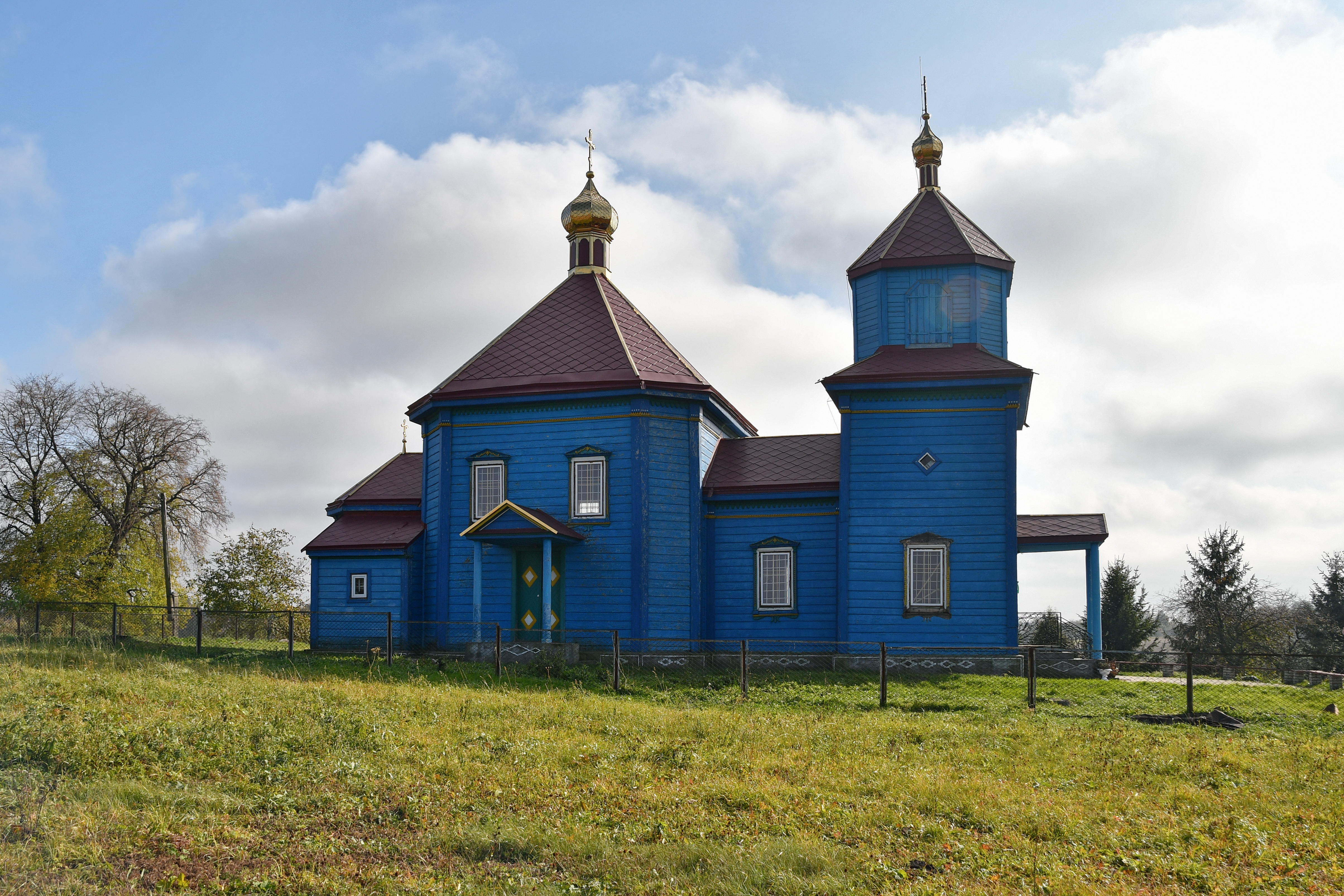
Вигляд на церкву з півночі
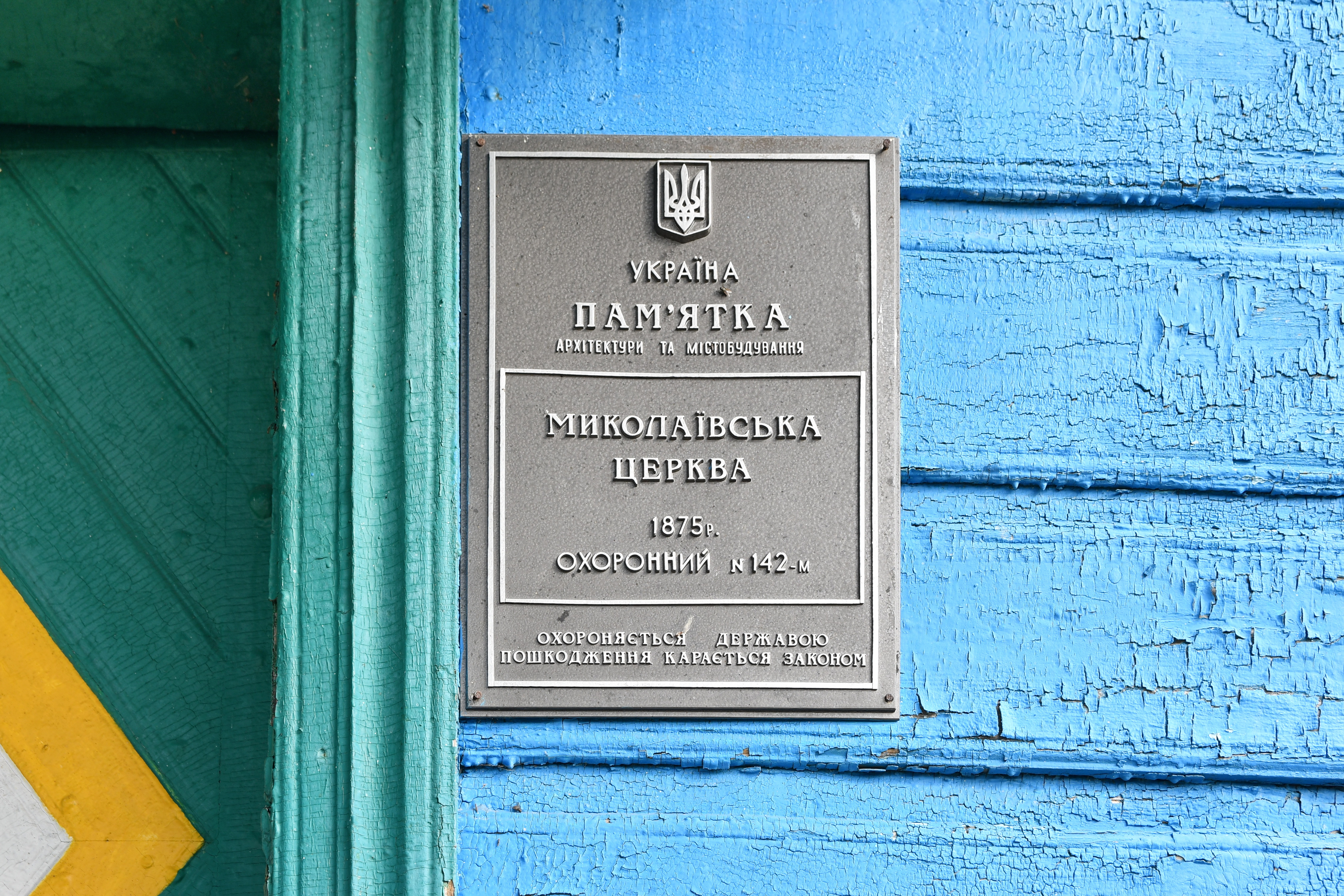
Охоронна табличка
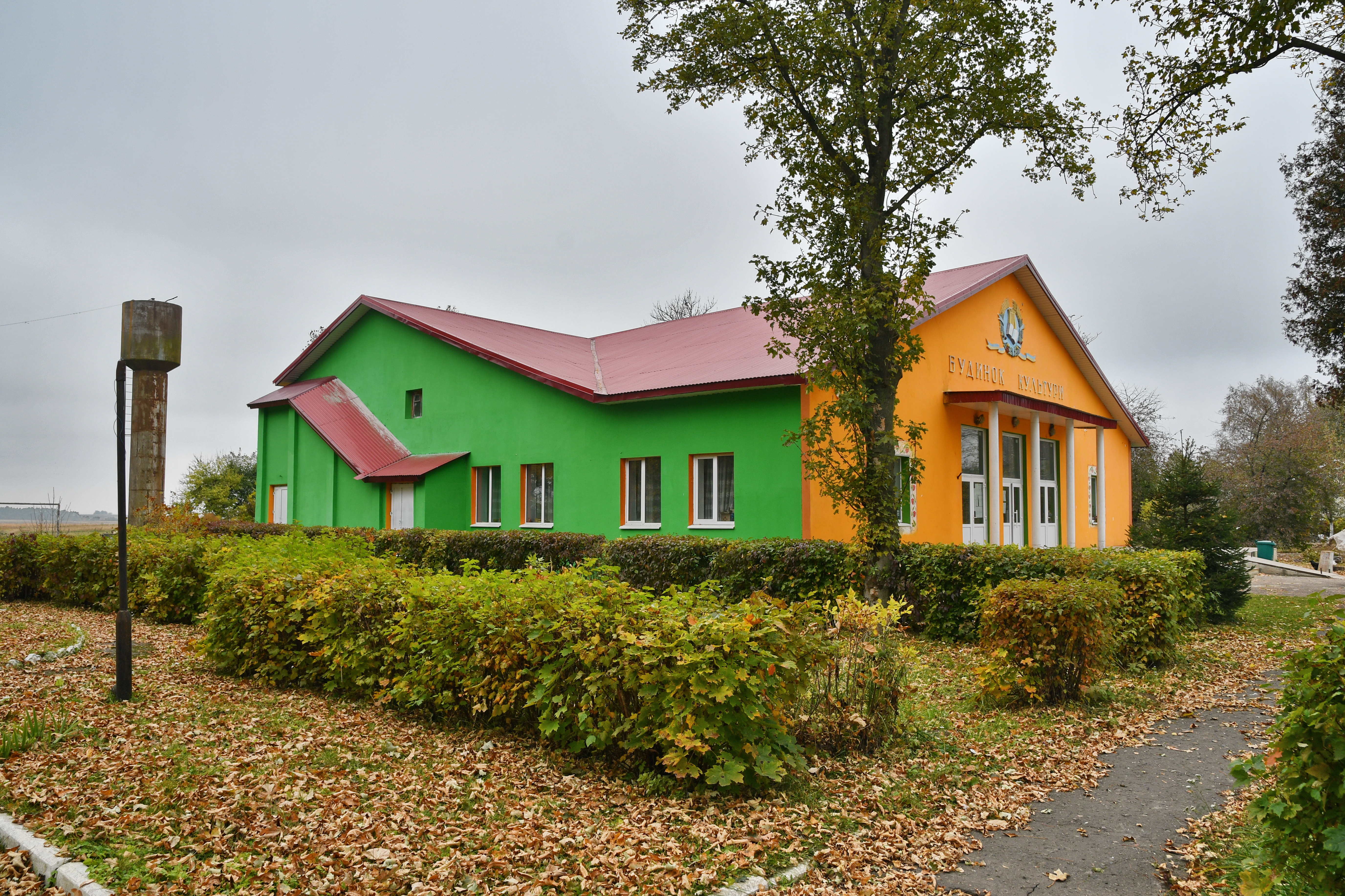
Будинок культури
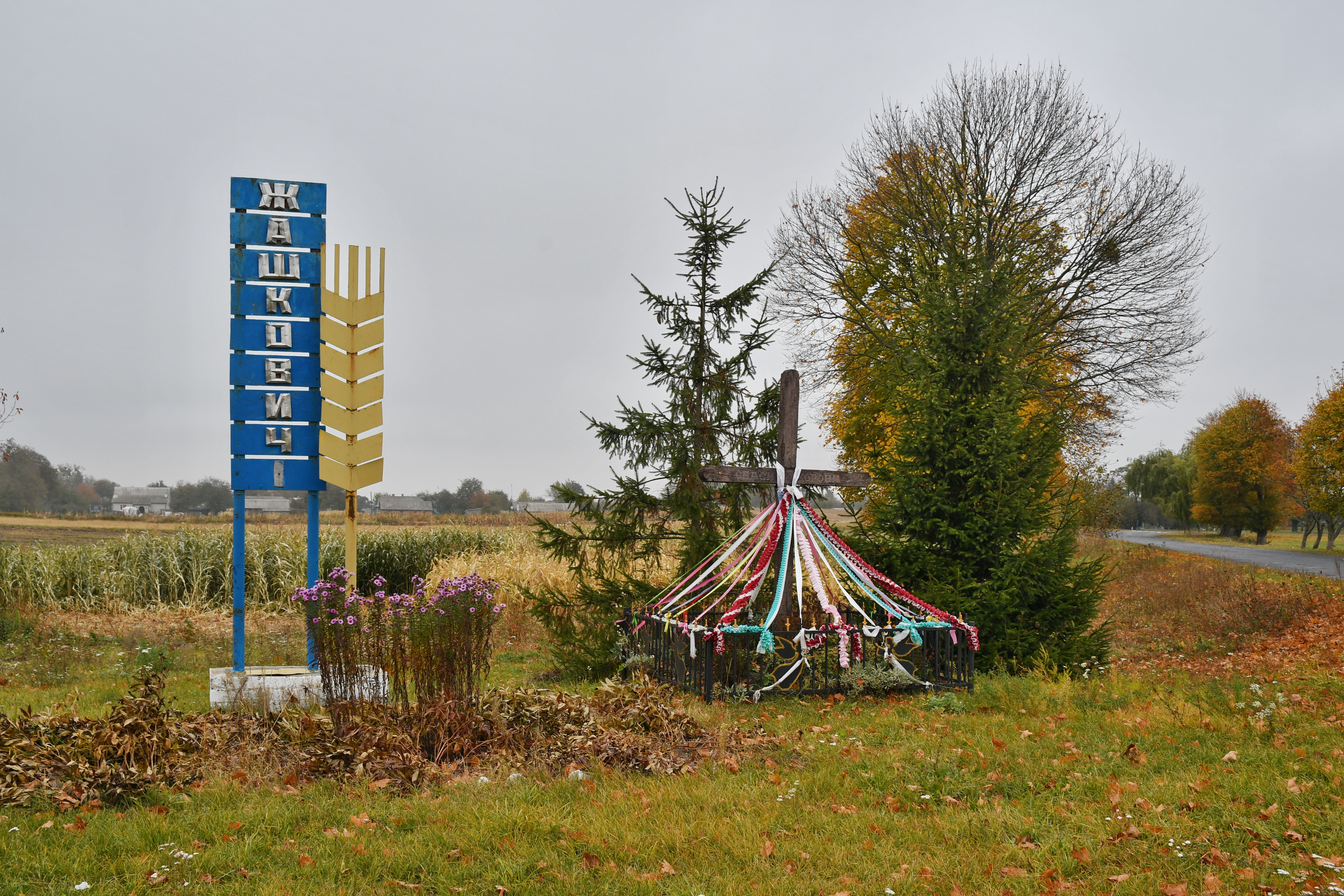
Знак при в'їзді в село

## Населення
Згідно з переписом УРСР 1989 року чисельність наявного населення села становила 586 осіб, з яких 263 чоловіки та 323 жінки.
За переписом населення України 2001 року в селі мешкало 577 осіб.

### Мова
Розподіл населення за рідною мовою за даними перепису 2001 року:
| Мова       | Відсоток |
| ---------- | -------- |
| українська | 99,83 %  |
| білоруська | 0,17 %   |

## Відомі люди
- Василь Місечко (Мисечко) — священник Микоїавської церкви з 1941 по 1949 роки; засуджений на 10 років виправно-трудових таборів, реабілітований 1991 року[9]
- Шум Олекса (псевдо: «Вовчак»; 1919—1944, поблизу с. Жашковичі) — воєнначальник УПА, шеф штабу ВО-3 «Турів», керівник військової операції з ліквідації генерала Вермахту Віктора Лютце.

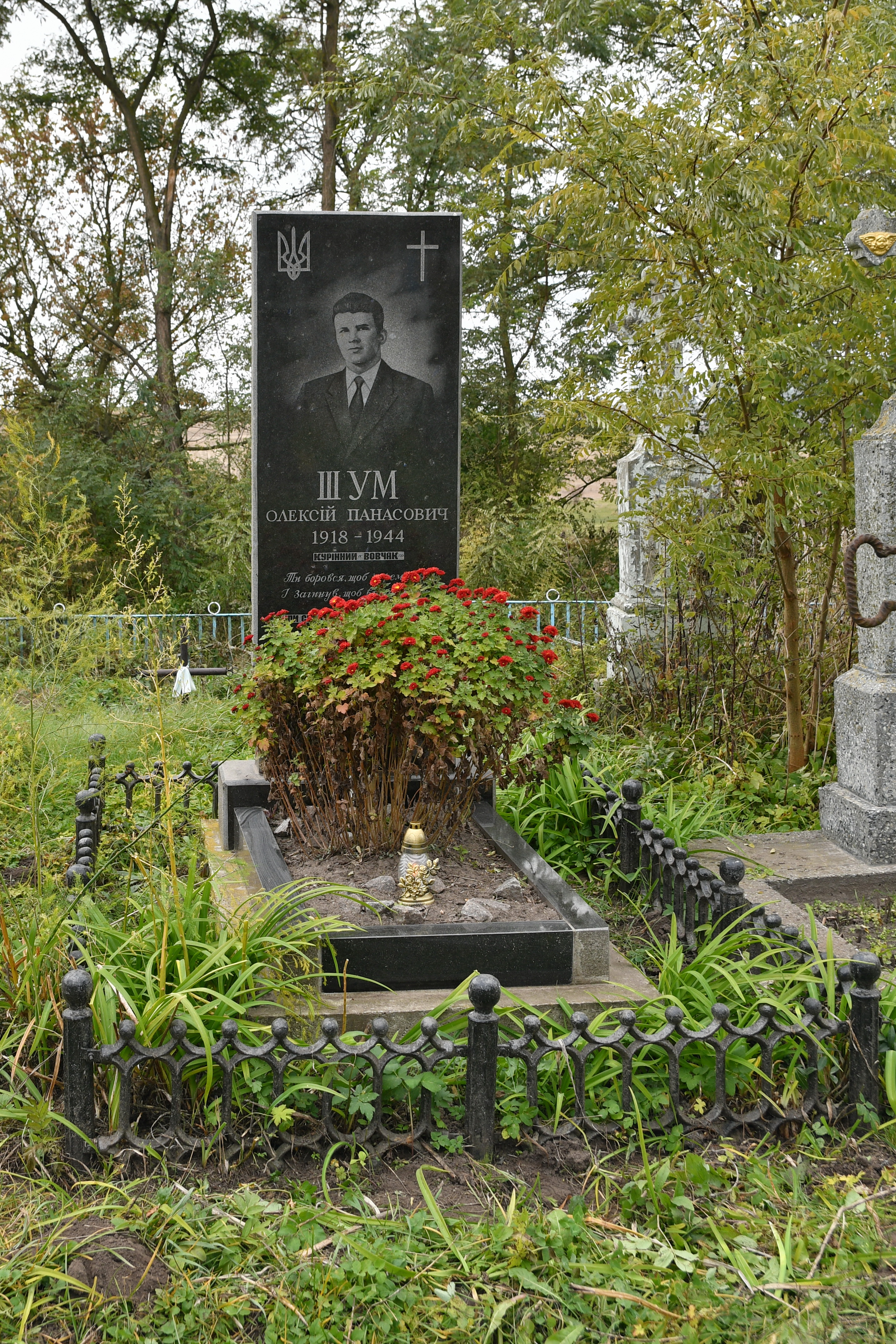
Могила Олексія Шума
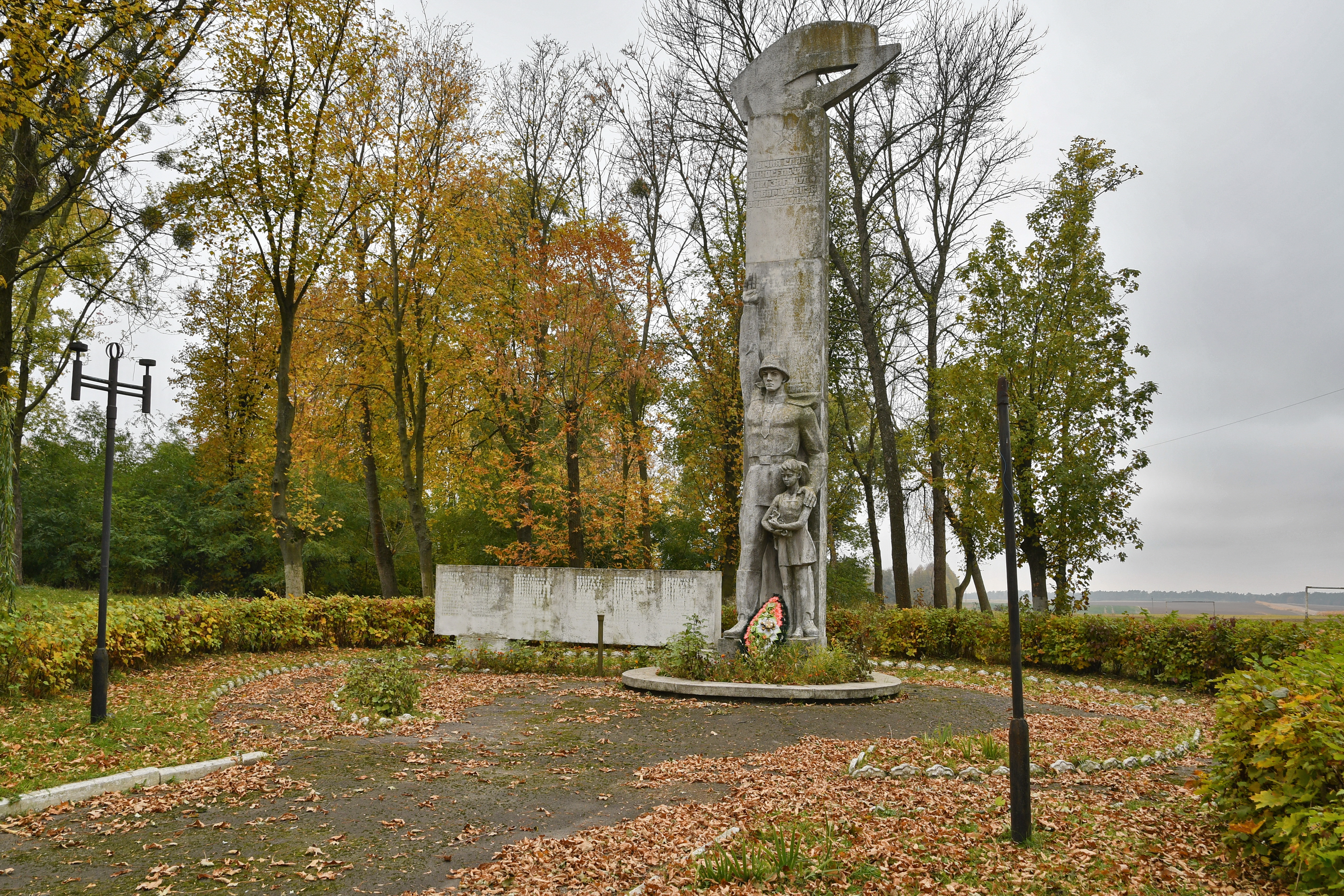
Пам'ятник землякам (1969 рік)